# Velika nagrada Monze 1933
Velika nagrada Monze 1933 je bila osemindvajseta neprvenstvena dirka v sezoni Velikih nagrad 1933. Odvijala se je 10. septembra 1933 na italijanskem dirkališču Autodromo Nazionale Monza, na isti dan kot dirka za Veliko nagrado Italije. Iz treh voženj po štirinajst krogov se je dvanajst dirkačev uvrstilo v finale, kjer so dirkači vozili štirinajst krogov. Dirko so zaznamovale kar tri smrtne nesreče, življenje so izgubili Giuseppe Campari, Baconin Borzacchini in Stanisłas Czaykowski.

## Rezultati

### Finale
| Poz | Št | Dirkač                | Moštvo    | Dirkalnik        | Krogi | Čas/Odstop     | Št. m. |
| --- | -- | --------------------- | --------- | ---------------- | ----- | -------------- | ------ |
| 1   | 60 | Marcel Lehoux         | Privatnik | Bugatti T51      | 14    | 21:17.0        | 11     |
| 2   | 14 | Guy Moll              | Privatnik | Alfa Romeo Monza | 14    | 21:20.2        | 2      |
| 3   | 18 | Felice Bonetto        | Privatnik | Alfa Romeo Monza | 14    | 21:28.2        | 3      |
| 4   | 12 | Whitney Straight      | Privatnik | Maserati 26M     | 14    | 21:28.8        | 1      |
| 5   | 24 | Renato Balestrero     | Privatnik | Alfa Romeo Monza | 14    | 22:24.0        | 5      |
| 6   | 50 | Clemente Biondetti    | Privatnik | MB Speciale      | 14    | 23:09.4        | 9      |
| 7   | 48 | Pietro Ghersi         | Privatnik | Alfa Romeo Monza | 14    | 23:52.8        | 8      |
| 8   | 52 | Gino Cornaggia Medici | Privatnik | Alfa Romeo Monza | 14    | 24:38.4        | 10     |
| 9   | 34 | »Mlle. Hellé-Nice«    | Privatnik | Alfa Romeo Monza | 12    | +2 kroga       | 6      |
| Ods | 20 | Stanisłas Czaykowski  | Privatnik | Bugatti T54      | 8     | Smrtna nesreča | 4      |
| Ods | 38 | Lelio Pellegrini      | Privatnik | Alfa Romeo Monza | 6     |                | 7      |

- Najboljši štartni položaj: Whitney Straight
- Najhitrejši krog: Pietro Ghersi 1:26.2

### Pred-dirke
Odebeljeni dirkači so se uvrstili v finale.

#### Pred-dirka 1
| Poz | Št | Dirkač               | Moštvo               | Dirkalnik        | Krogi | Čas/Odstop | Št. m. |
| --- | -- | -------------------- | -------------------- | ---------------- | ----- | ---------- | ------ |
| 1   | 20 | Stanisłas Czaykowski | Privatnik            | Bugatti T54      | 14    | 20:49.2    | 8      |
| 2   | 14 | Guy Moll             | Privatnik            | Alfa Romeo Monza | 14    | 21:01.0    | 4      |
| 3   | 18 | Felice Bonetto       | Privatnik            | Alfa Romeo Monza | 14    | 21:04.0    | 6      |
| 4   | 12 | Whitney Straight     | Privatnik            | Maserati 26M     | 14    | 21:04.6    | 3      |
| 5   | 10 | Luigi Premoli        | Privatnik            | PBM              | 14    | 22:30.6    | 2      |
| 6   | 6  | Attilio Battilana    | Privatnik            | Bugatti T35C     | 14    | 23:00.4    | 5      |
| Ods | 4  | Carlo Felice Trossi  | Scuderia Ferrari     | Duesenberg       | 8     |            | 1      |
| Ods | 16 | Luigi Pages          | Privatnik            | Alfa Romeo Monza | 1     |            | 7      |
| DNS | 2  | Eugenio Siena        | Scuderia Ferrari     | Alfa Romeo Monza |       | Umik       |        |
| DNS | 8  | Tazio Nuvolari       | Officine A. Maserati | Maserati 8CM     |       | Umik       |        |

- Najboljši štartni položaj: Carlo Felice Trossi
- Najhitrejši krog: Guy Moll 1:22.4

#### Pred-dirka 2
| Poz | Št | Dirkač              | Moštvo               | Dirkalnik        | Krogi | Čas/Odstop     | Št. m. |
| --- | -- | ------------------- | -------------------- | ---------------- | ----- | -------------- | ------ |
| 1   | 24 | Renato Balestrero   | Privatnik            | Alfa Romeo Monza | 14    | 22:22.4        | 2      |
| 2   | 38 | Lelio Pellegrini    | Privatnik            | Alfa Romeo Monza | 14    | 23:07.0        | 7      |
| 3   | 34 | »Mlle. Hellé-Nice«  | Privatnik            | Alfa Romeo Monza | 14    | 25:58.0        | 6      |
| Ods | 22 | Giuseppe Campari    | Scuderia Ferrari     | Alfa Romeo P3    | 0     | Smrtna nesreča | 1      |
| Ods | 26 | Baconin Borzacchini | Officine A. Maserati | Maserati 8C-3000 | 0     | Smrtna nesreča | 3      |
| Ods | 32 | Carlo Castelbarco   | Privatnik            | Alfa Romeo Monza | 0     | Trčenje        | 5      |
| Ods | 28 | Ferdinando Barbieri | Privatnik            | Alfa Romeo Monza | 0     | Trčenje        | 4      |
| DNS | 30 | Goffredo Zehender   | Officine A. Maserati | Maserati 8CM     |       | Umik           |        |
| DNS | 40 | Jean Gaupillat      | Privatnik            | Bugatti T51      |       |                |        |

- Najboljši štartni položaj: Giuseppe Campari
- Najhitrejši krog: Renato Balestrero 1:31.4

#### Pred-dirka 3
| Poz | Št | Dirkač                | Moštvo    | Dirkalnik        | Krogi | Čas/Odstop | Št. m. |
| --- | -- | --------------------- | --------- | ---------------- | ----- | ---------- | ------ |
| 1   | 60 | Marcel Lehoux         | Privatnik | Bugatti T51      | 14    | 21:50.8    | 5      |
| 2   | 48 | Pietro Ghersi         | Privatnik | Alfa Romeo Monza | 14    | 22:09.6    | 1      |
| 3   | 50 | Clemente Biondetti    | Privatnik | MB Speciale      | 14    | 23:14.0    | 2      |
| 4   | 52 | Gino Cornaggia Medici | Privatnik | Alfa Romeo Monza | 14    | 23:49.4    | 3      |
| 5   | 58 | Earl Howe             | Privatnik | Bugatti T51      | 14    | 23:50.0    | 4      |
| DNS | 46 | Piero Taruffi         | Privatnik | Maserati 8CM     |       |            |        |

- Najboljši štartni položaj: Pietro Ghersi
- Najhitrejši krog: Pietro Ghersi 1:25.0